# 神門至馬夫
神門 至馬夫（ごうど しまお、1922年（大正11年）3月1日 - 1974年（昭和49年）12月11日）は、昭和期の労働運動家、政治家。衆議院議員。

## 経歴
島根県邑智郡川戸村（桜江村、桜江町を経て現江津市）で生まれる。江津町小学校高等科を卒業し、1937年（昭和12年）鉄道省に入省。1941年（昭和16年）広島鉄道教習所機関士科を卒業し機関士として乗務。
戦後、日本国有鉄道浜田機関区で勤務。1950年（昭和25年）国鉄労働組合の専従となり、国労米子地方本部書記長、同委員長、島根県労働組合協議会議長、同事務局長、島根県農民協議会副会長、島根県労働委員、島根県労働基準審議会委員などを務めた。
小瀧彬の死去に伴い1958年（昭和33年）7月に実施された第4回参議院議員通常選挙・島根県地方区補欠選挙に出馬して落選。1967年（昭和42年）1月の第31回衆議院議員総選挙で島根県全県区から日本社会党公認で出馬し初当選。次の第32回総選挙では次点で落選し、1972年（昭和47年）12月の第33回総選挙で再選され、衆議院議員に通算2期在任した。この間、社会党島根県本部委員長、同交通政策委員会事務局長、日中国交回復島根県民会議事務局長などを務めた。誠実な人柄で県民の生活向上に尽力したが、在任中に死去した。